# La Blonde aux seins nus
La Blonde aux seins nus est un tableau du peintre français Édouard Manet peint vers 1878. Cette huile sur toile est conservée au musée d'Orsay, à Paris.